# Tahelouante
Tahelouante (franska: Tahelouante (CR), Tahelouante (Commune Rurale), arabiska: سميمو) är en kommun i Marocko.   Den ligger i provinsen Essaouira och regionen Marrakech-Safi, i den centrala delen av landet, 400 km sydväst om huvudstaden Rabat. Antalet invånare är 4 552.